# Rifugio Toesca
Il rifugio Toesca (1 710 m s.l.m.) si trova in bassa val di Susa nel suo versante meridionale, all'interno del Parco naturale Orsiera-Rocciavrè. 

## Caratteristiche
Fu realizzato nel 1929 e pur venendo utilizzato durante la guerra dai partigiani come comando della 106ª Brigata Garibaldi Giordano Velino, non venne distrutto dai nazifascisti. 
Dopo la guerra fu più volte ristrutturato, per ultimo nel 1998.

## Accesso

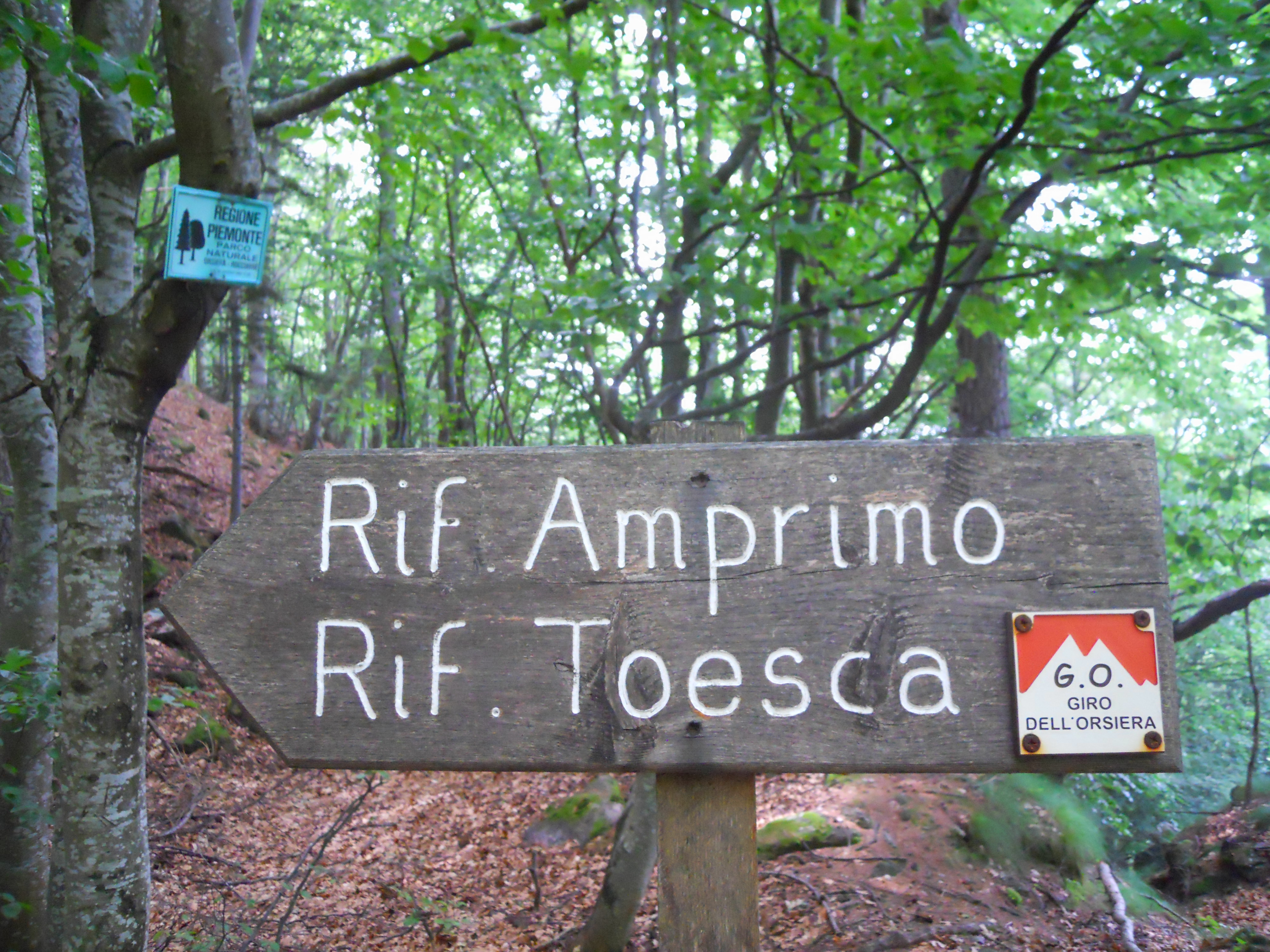
Cartello sul percorso verso il rifugio

Salendo la val di Susa all'altezza di San Giorio di Susa si imbocca una stretta strada di montagna che sale alla frazione Città e quindi a quella di Cortavetto, dove si lascia l'automobile. Il rifugio è raggiungibile per sentiero in circa 2 ore, passando dal Rifugio Amprimo, che si trova più in basso nello stesso vallone.

## Ascensioni
- Monte Orsiera - 2.878 m
- Punta Rocca Nera - 2.852 m
- Punta di Mezzodì - 2.769 m
- Punta Pian Paris - 2.742 m
- Punta del Villano - 2.663 m

## Traversate
Il rifugio si trova sul percorso del giro dell'Orsiera, itinerario escursionistico che percorre il periplo del monte Orsiera in 5 giorni, appoggiandosi ai rifugi del parco: rifugio Balma, rifugio Selleries, rifugio Amprimo, rifugio Valgravio oltre al rifugio Toesca stesso.
Un'ulteriore interessante traversata è quella che porta al rifugio Valgravio attraverso la Porta del Villano (2.506 m.s.l.m).